# Рибосомний білок L18
Рибосомний білок L18 (англ. Ribosomal protein L18) – білок, який кодується геном RPL18, розташованим у людей на короткому плечі 19-ї хромосоми. Довжина поліпептидного ланцюга білка становить 188 амінокислот, а молекулярна маса — 21 634.
| 10         |  | 20         |  | 30         |  | 40         |  | 50         |
| ---------- |  | ---------- |  | ---------- |  | ---------- |  | ---------- |
| MGVDIRHNKD |  | RKVRRKEPKS |  | QDIYLRLLVK |  | LYRFLARRTN |  | STFNQVVLKR |
| LFMSRTNRPP |  | LSLSRMIRKM |  | KLPGRENKTA |  | VVVGTITDDV |  | RVQEVPKLKV |
| CALRVTSRAR |  | SRILRAGGKI |  | LTFDQLALDS |  | PKGCGTVLLS |  | GPRKGREVYR |
| HFGKAPGTPH |  | SHTKPYVRSK |  | GRKFERARGR |  | RASRGYKN   |  |            |

A: Аланін

C: Цистеїн

D: Аспарагінова кислота

E: Глутамінова кислота

F: Фенілаланін

G: Гліцин

H: Гістидин

I: Ізолейцин

K: Лізин

L: Лейцин

M: Метіонін

N: Аспарагін

P: Пролін

Q: Глутамін

R: Аргінін

S: Серин

T: Треонін

V: Валін

Цей білок за функціями належить до рибонуклеопротеїнів, рибосомних білків. 
Локалізований у цитоплазмі.